# Wanamakers (Pennsylvania)

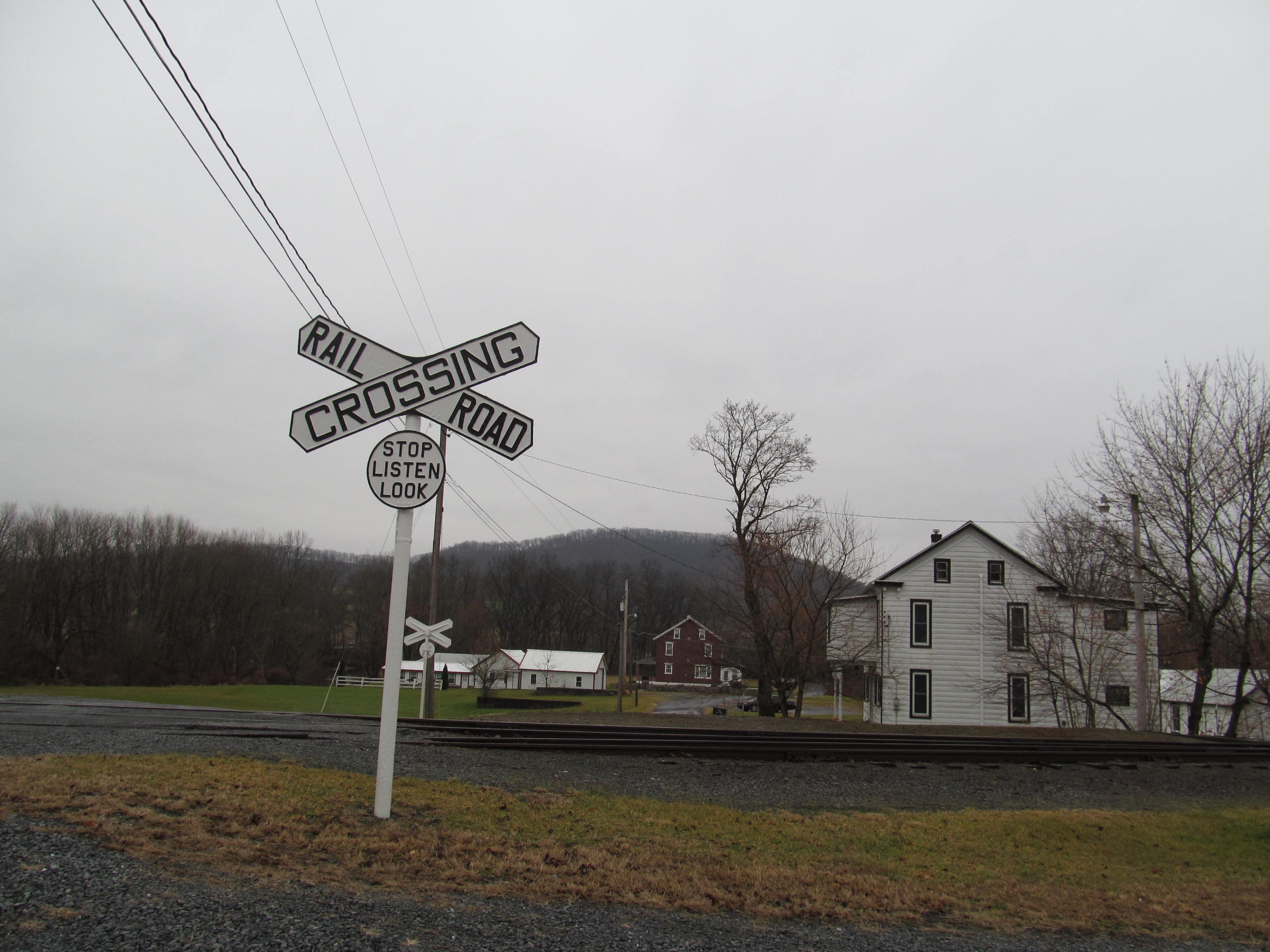
Wanamakers (2012)

Wanamakers ist eine von Lynn Township mitverwaltete unincorporated Community im Lehigh County, Pennsylvania.
Wanamakers wurde im Jahre 1791 von Philip Wanamaker gegründet. Sein Sohn Christian Wanamaker betrieb in dem Ort eine Mühle.
Eine Bahnstation der Berks County Railroad wurde im Jahre 1874 eröffnet. Der reguläre Personenzugverkehr endete im Jahre 1949. Der Bahnhof ist Endbahnhof der Museumseisenbahn Wanamaker, Kempton and Southern Railroad. 

## Geographie
Wanamakers liegt am Nordufer des Ontelaunee Creek. Nordöstlich des Ortes befindet sich der Leaser Lake, südlich der 331 m hohe Spitzberg Hill.

## Nachbargemeinden
| Tamaqua    | Hazleton                                    | Palmerton   |
| Pottsville | Kompassrose, die auf Nachbargemeinden zeigt | Bethlehem   |
| Hamburg    | Trexlertown                                 | Trexlertown |

## Infrastruktur und Verkehrsanbindung
Wanamakers ist über den PA 143 an das amerikanische Straßennetz angeschlossen.

## Bildergalerie

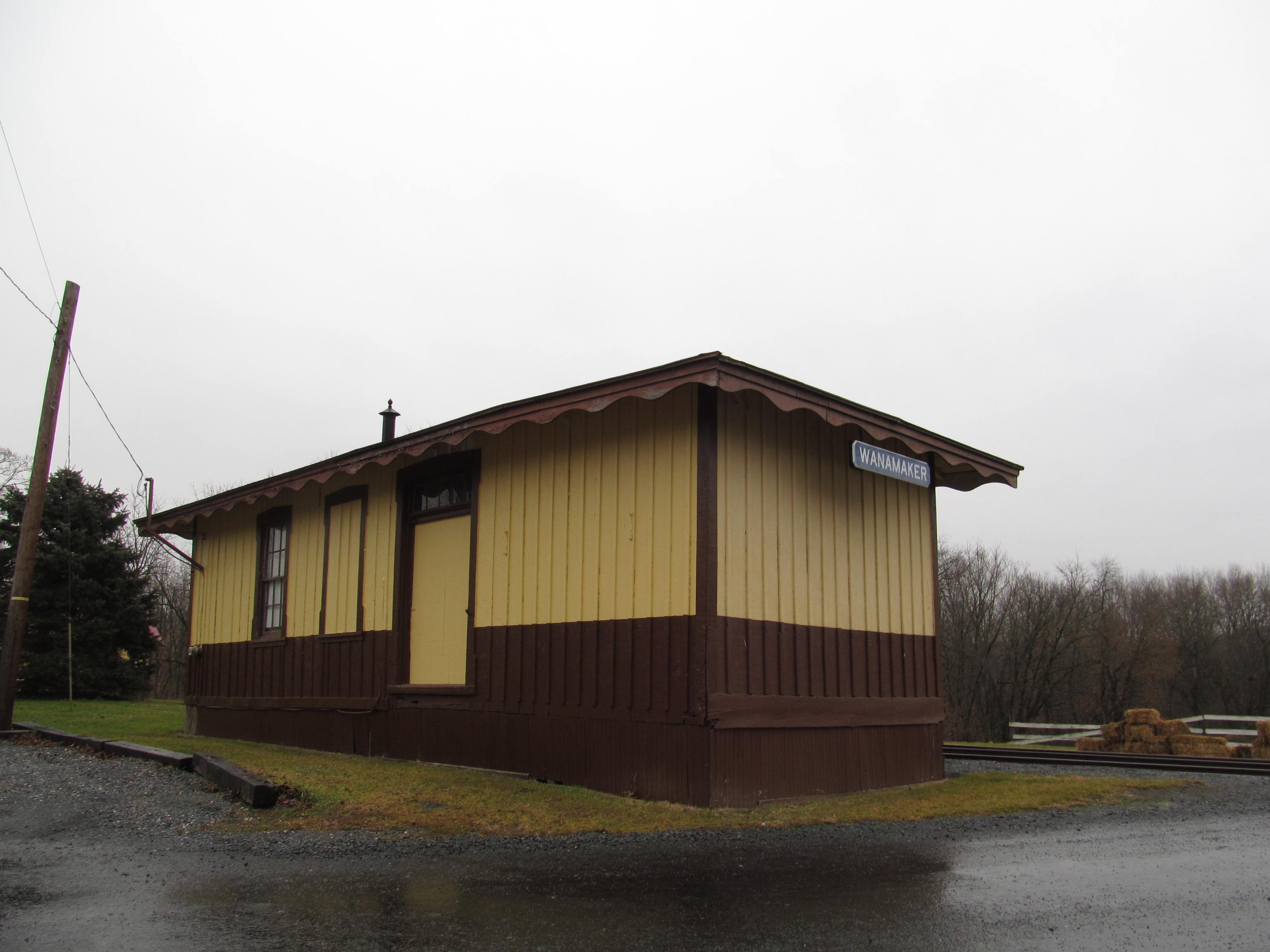
Bahnhof (2012)
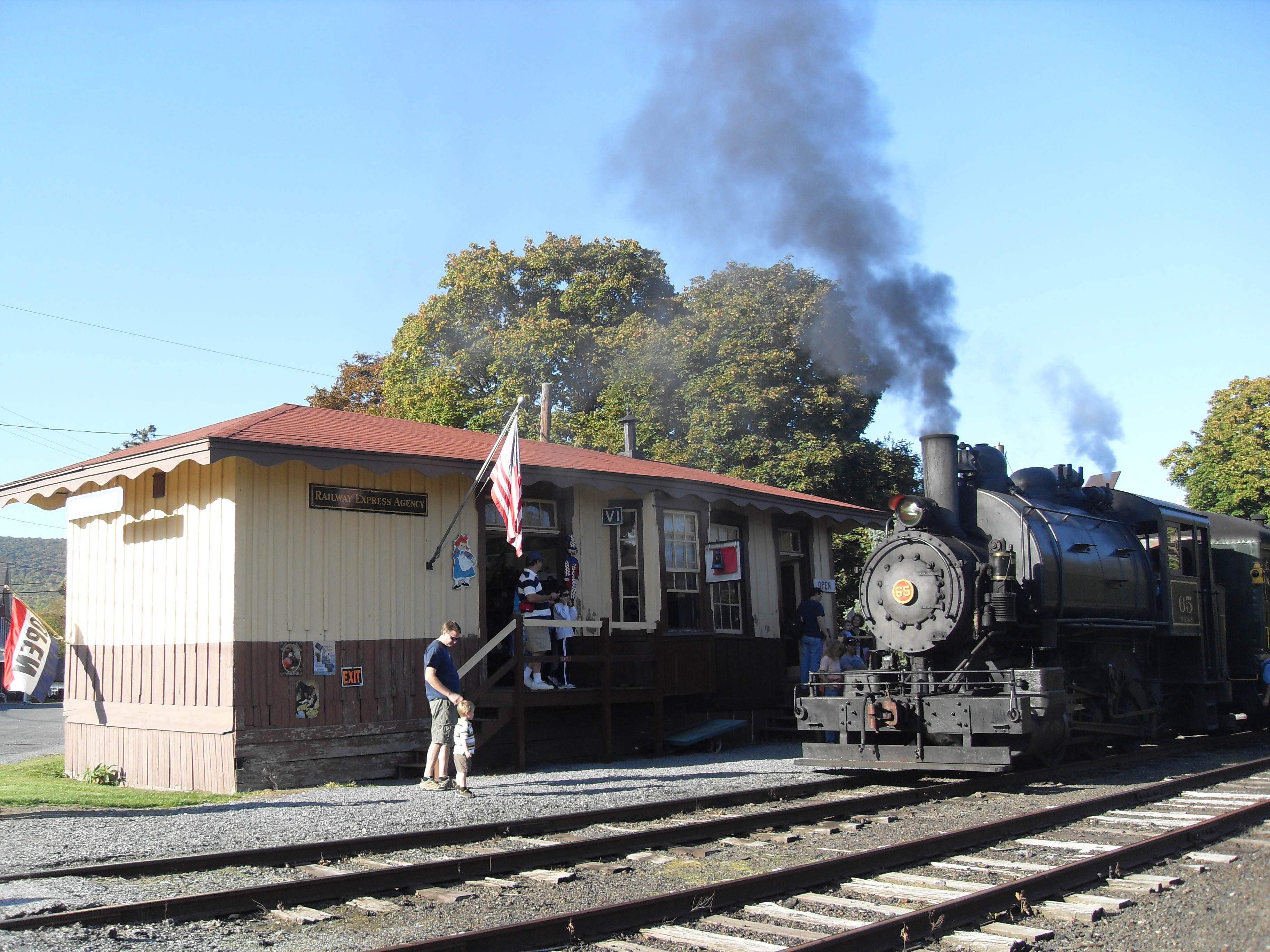
Bahnhof (2008)
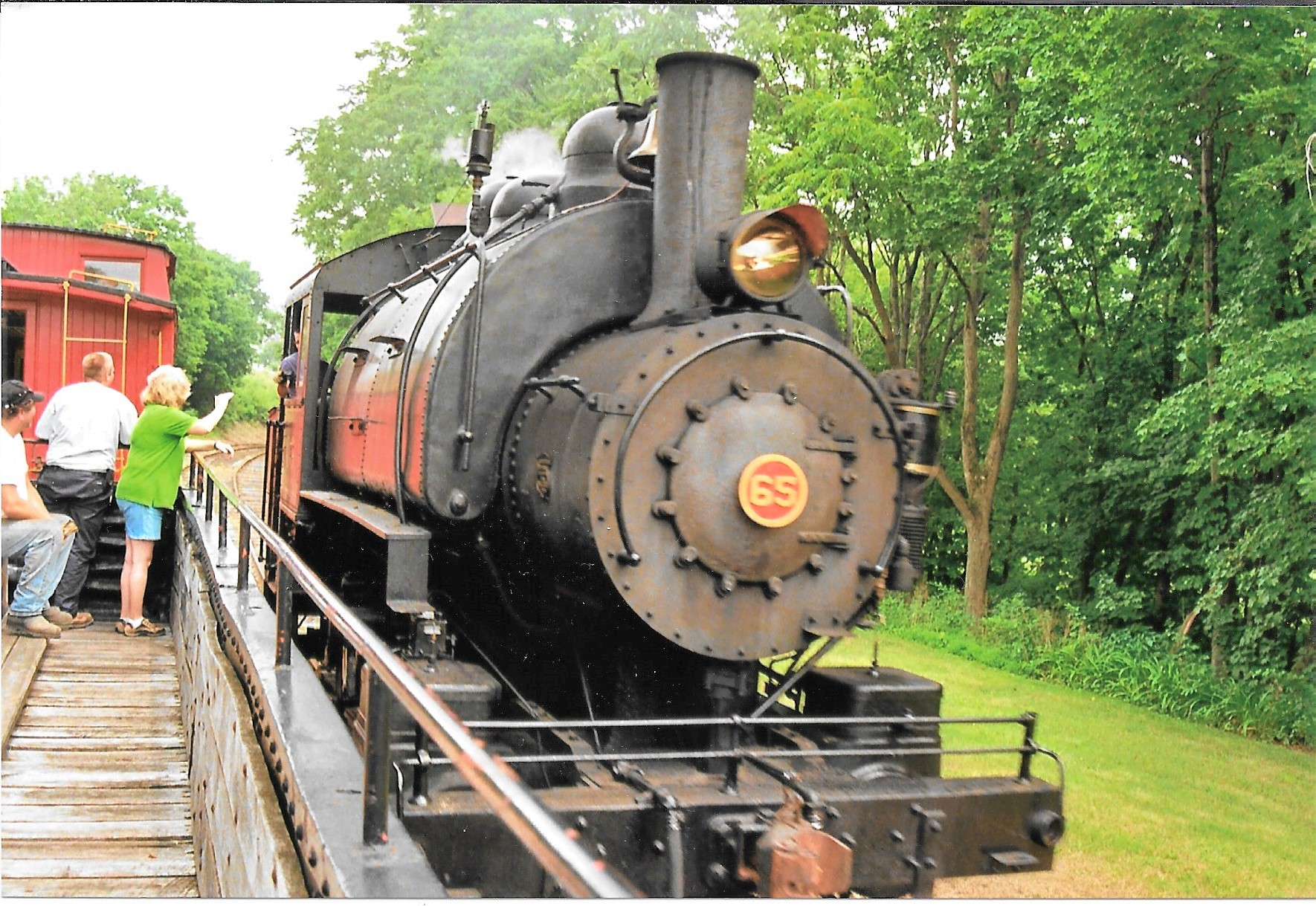
Museumseisenbahn (2006)
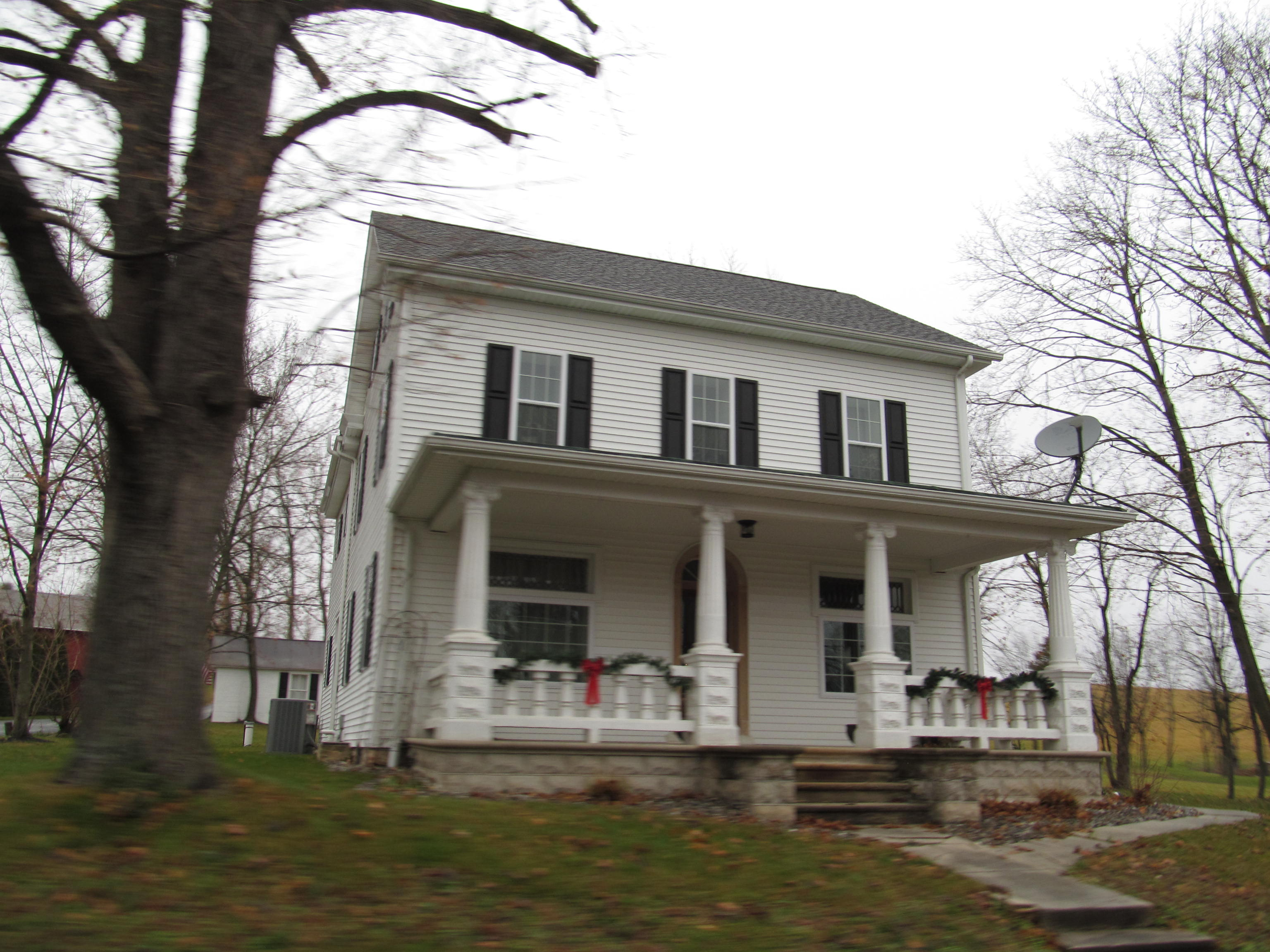
Wohnhaus (2012)
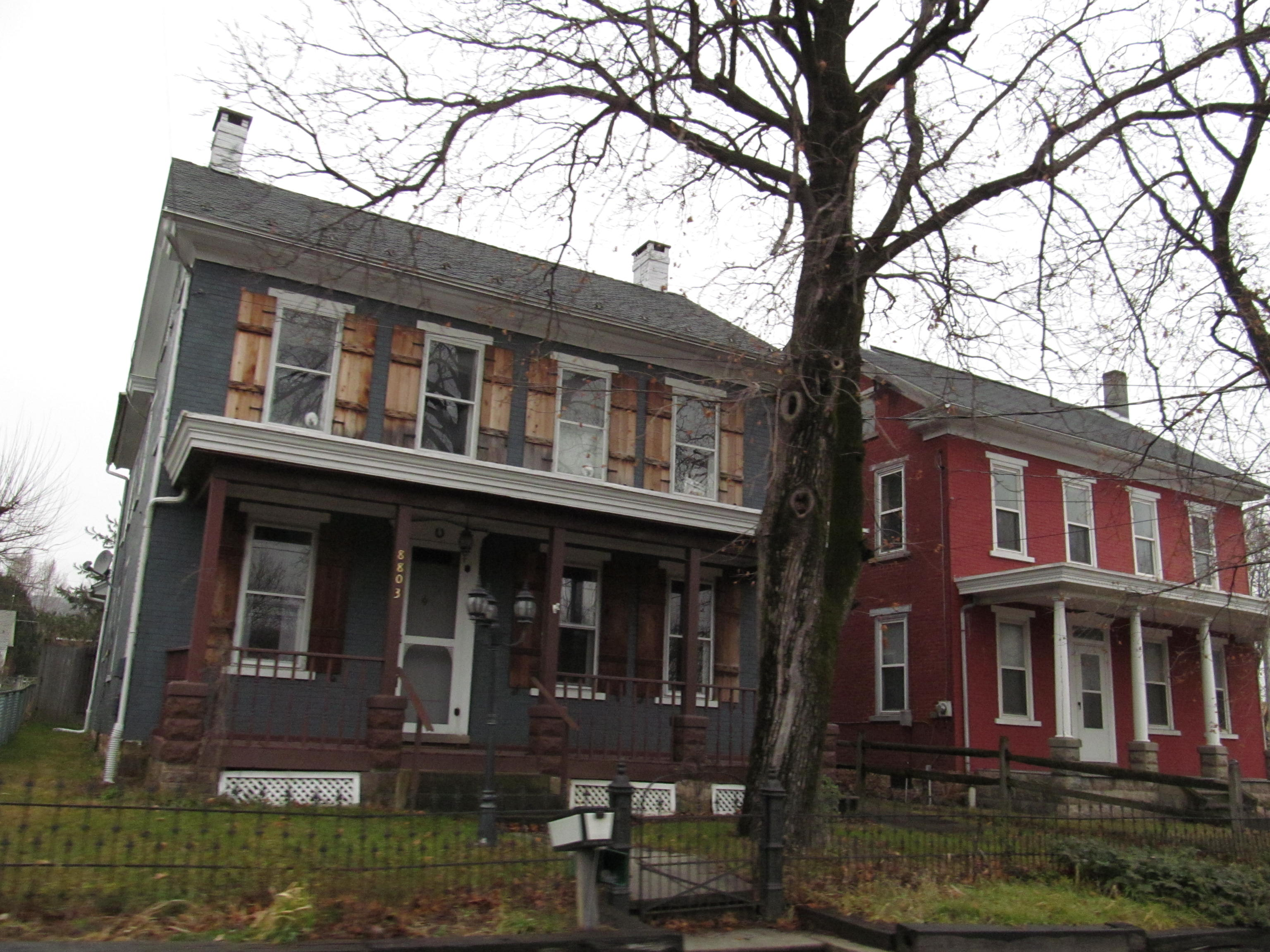
Wohnhaus (2012)
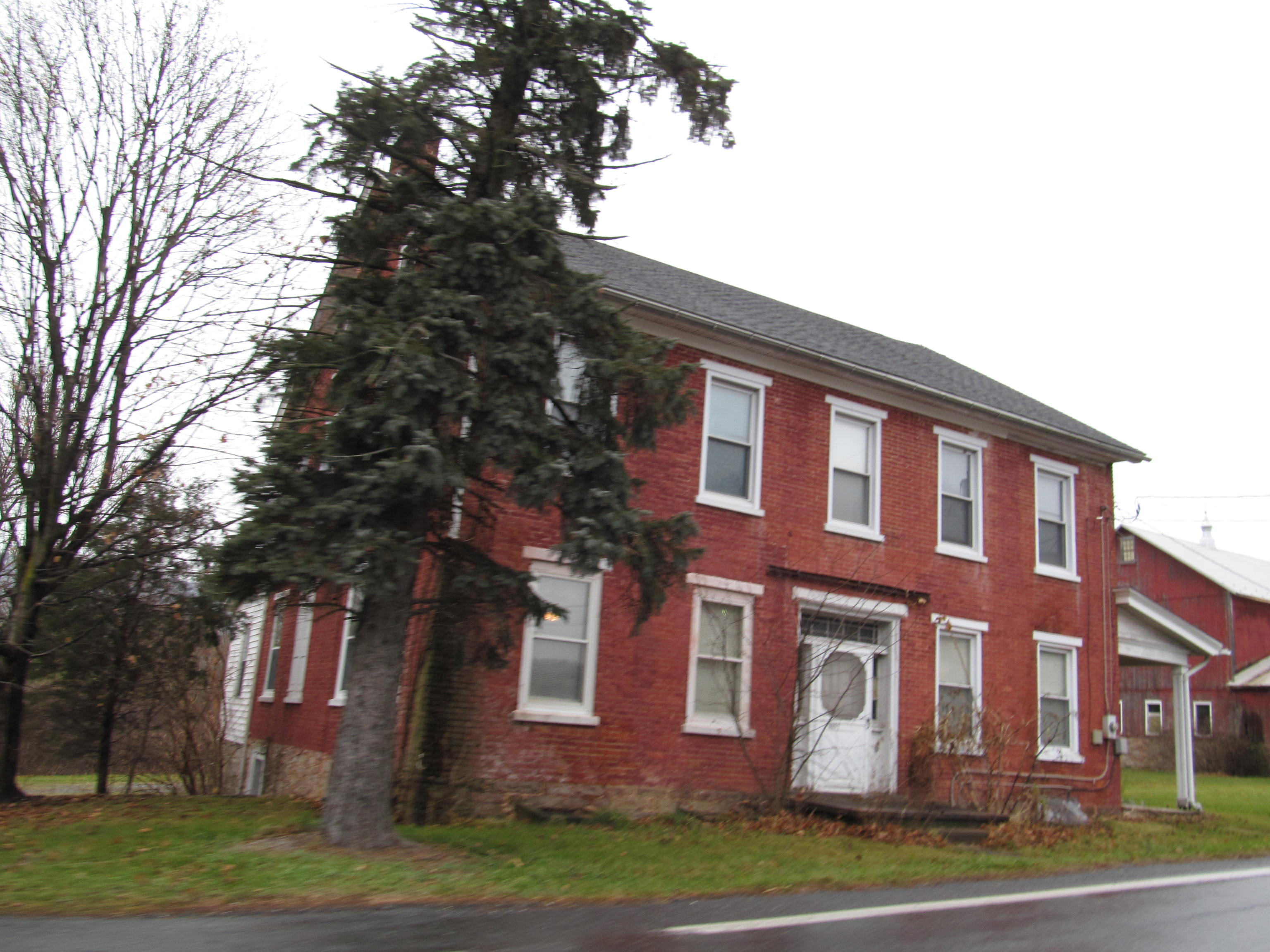
Wohnhaus (2012)
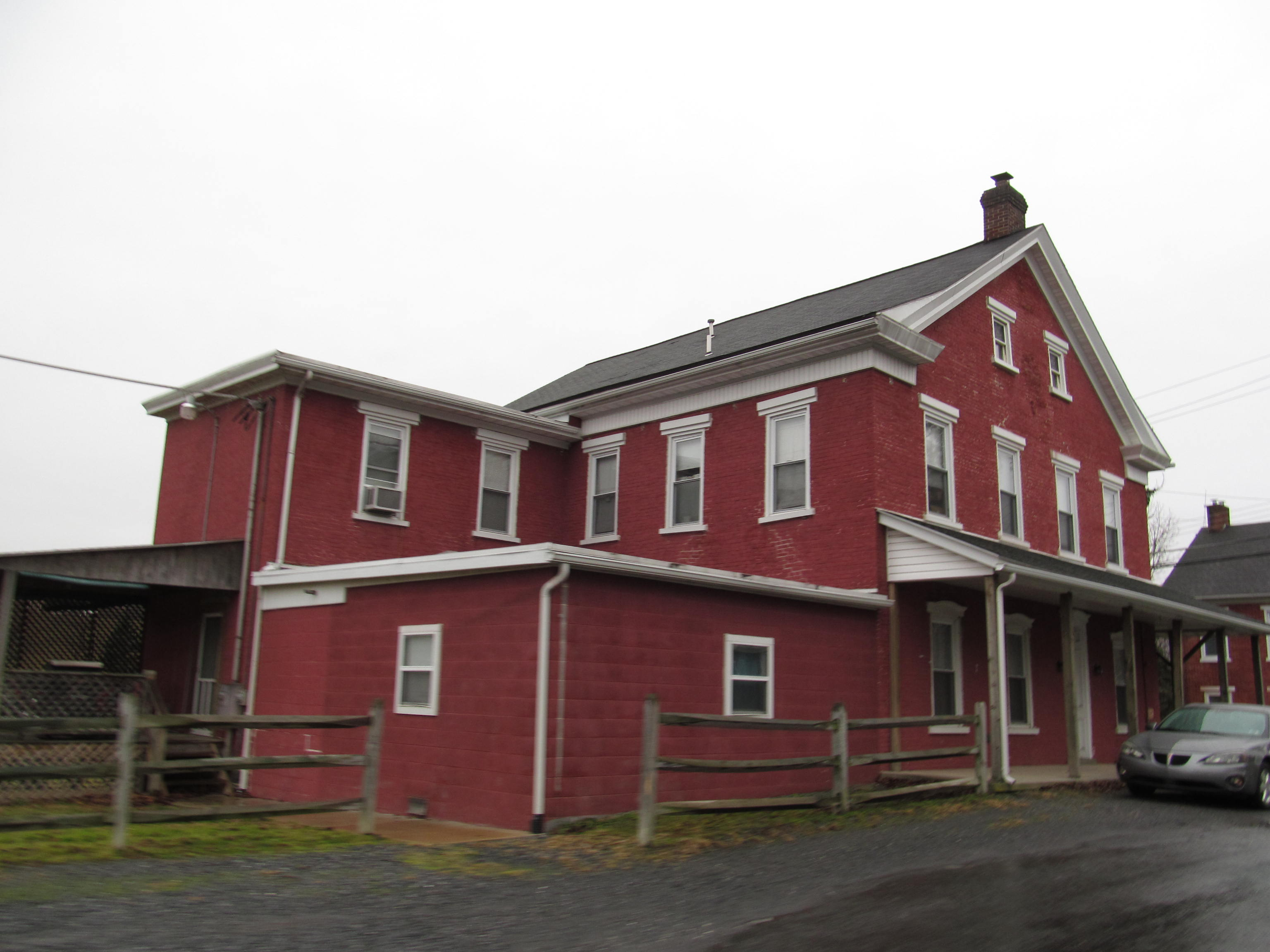
Wohnhaus (2012)